# Stephan Schröck
Stephan Markus Cabizares Schröck (ur. 21 sierpnia 1986 w Schweinfurcie) – filipiński piłkarz pochodzenia niemieckiego występujący na pozycji obrońcy. Zawodnik klubu Eintracht Frankfurt.

## Kariera klubowa
Schröck urodził się w Niemczech jako syn Filipinki i Niemca. Treningi rozpoczął w 1991 roku w zespole DJK Schweinfurt. W 2001 roku przeszedł do juniorów zespołu SpVgg Greuther Fürth. W 2004 roku został włączony do jego pierwszej drużyny, grającej w 2. Bundeslidze. Zadebiutował tam 7 listopada 2004 roku w zremisowanym 2:2 pojedynku z Dynamem Drezno. 29 kwietnia 2005 roku w wygranym 3:2 spotkaniu z Rot-Weiß Oberhausen strzelił pierwszego gola w 2. Bundeslidze. W 2011 roku zajął z zespołem 4. miejsce w tych rozgrywkach. W lipcu 2012 roku odszedł do TSG 1899 Hoffenheim.

## Kariera reprezentacyjna
Schröck jest byłym reprezentantem Niemiec U-18, U-19 oraz U-20. W 2011 roku zdecydował się na grę w reprezentacji Filipin. Zadebiutował w niej 29 czerwca 2011 roku w zremisowanym 1:1 meczu eliminacji Mistrzostw Świata 2014 ze Sri Lanką. 28 lipca 2011 roku w przegranym 1:2 spotkaniu eliminacji Mistrzostw Świata 2014 z Kuwejtem strzelił pierwszego gola w drużynie narodowej.